# Carl Ludvig Schönmeyr
Carl Ludvig Schönmeyr, född den 18 juli 1879 i Stockholm, död där den 6 mars 1955, var en svensk jurist.
Carl Ludvig Schönmeyr var son till ombudsmannen hos Stockholms stad, vice häradshövdingen Bror Carl Schönmeyr och bror till Gunnar Schönmeyr. Han avlade mogenhetsexamen i Stockholm 1897 och blev juris utriusque kandidat vid Uppsala universitet 1901. Efter tingsmeritering och en tids tjänstgöring i Svea hovrätt övergick han 1907 till advokatverksamhet och var från 1908 som delägare i N. Setterwalls advokatbyrå praktiserande advokat i Stockholm samt ledamot av Sveriges advokatsamfund. Schönmeyr, som tidigt bland annat genom studier utomlands specialiserat sig på sjörätt och dithörande processrättsliga frågor, tjänstgjorde som sekreterare hos Statens krigsförsäkringskommission 1914–1917 samt var dess juridiska ombud vid utländska domstolar 1917–1921. I samband med de under och efter första världskriget talrikt förekommande prisrättsmålen anlitades han som sakkunnig i sjörättsliga frågor. Han var sålunda sakkunnig och sekreterare vid diplomatiska förhandlingar mellan svenska och brittiska regeringarna i Stockholm 1915 och i London 1916–1917 samt fungerade som juridisk rådgivare vid svenska beskickningen i London 1917–1919. Schönmeyr var också ledamot av och föredragande i Handelskommissionen. 1920 var Schönmeyr sekreterare hos svenska delegationen vid den konferens i Haag, som behandlade organisationen av den av Nationernas Förbund upprättade permanenta internationella domstolen. Schönmeyr var ständig medlem av Comité maritime international. Han publicerade flera mindre skrifter i sjörättsliga ämnen.